# Haderslev
Haderslev è un centro abitato della Danimarca situato nella regione della Danimarca Meridionale (Syddanmark) nella parte orientale della penisola dello Jutland. È capoluogo del comune omonimo.

## Geografia
Haderslev si trova nella parte terminale del fiordo omonimo, una profonda insenatura che sbocca nel Piccolo Belt.